# 劉凱旋
劉凱旋（英語：Alpha Lau Hai Suen），現任香港特別行政區政府投資推廣署署長，自2023年11月起上任。劉凱旋是投資推廣署第四任署長，亦是該署至2000年成立以來首位華人署長及首位女署長。

## 生平
劉凱旋早年就讀香港瑪利曼中學，後來往英國升學。她分別於1997及1998年獲得牛津大學政治、哲學和經濟學學士和碩士學位 ，又持有北京清華大學延續教育證書。劉凱旋的父親是知名香港建築師劉榮廣。加入投資推廣署前，劉凱旋在多間跨國和中資金融企業銀行擔任管理職位超過二十年，曾在香港、上海、深圳和台北工作，服務匯豐銀行、星展銀行、平安銀行和渣打銀行等。

## 投資推廣署署長
作為投資推廣署署長，劉凱旋帶領團隊吸引外國直接投資到香港。她強調深化國際合作和把握科技創新，以及進一步擴大香港的全球商業足跡。在她的領導下，2024年上半年，投資推廣署協助超過300家公司在香港設立或擴展業務，投資總額約為383億港元，比上一年同期增長44%。

### 新資本投資者入境計劃
劉凱旋監督新資本投資者入境計劃的實施，該計劃在前十個月吸引了超過800宗申請和超過240億港元的潛在投資。

### 一帶一路倡議
劉凱旋強調香港在中國一帶一路倡議中的角色，又表示該署會投放更多精力在一帶一路沿線國家，希望加深這些市場對香港的了解，期望未來到香港開新公司的地區會更加平均。該署計劃在埃及開羅及土耳其伊茲密爾開設辦事處，將中東及北非等高潛力新興國家的資金和企業引進香港。

### 國際合作
在劉凱旋的領導下，投資推廣署與多個國家及組織簽署了多份諒解備忘錄促進投資合作。